# Partnair
Partnair war eine norwegische Charterfluggesellschaft, die von 1968 bis 1989 bestand. Die Eigentümer, die Brüder Terje und Rolf Thoresen, gründeten die Gesellschaft im Frühjahr 1968 als Charterfluggesellschaft für vorwiegend innerskandinavische Flüge; nach einem Flugunfall im Jahr 1989 wurde sie aufgelöst.
Die Fluggesellschaft hatte ihren Sitz am Osloer Flughafen Oslo-Fornebu.
In ihrem letzten vollständigen Geschäftsjahr 1988 betrieb die Gesellschaft eine Flotte von drei Maschinen des Musters Convair 580 und sechs Maschinen des Typs Super King Air 200.

## Zwischenfälle
- Am 8. September 1989 stürzte eine Convair CV-580 der Partnair (Luftfahrzeugkennzeichen LN-PAA) auf dem Flug von Oslo nach Hamburg ab. Alle 55 Menschen an Bord (50 Passagiere und 5 Mann Besatzung) kamen ums Leben. Das Flugzeug war von der Reederei Wilh. Wilhelmsen gechartert und sollte Mitarbeiter der Reederei zu einer Schiffstaufe nach Hamburg bringen. Die Maschine stürzte nahe der Gemeinde Hirtshals vor der dänischen Küste in den Skagerrak; es war der folgenschwerste Unfall einer CV-580.[2] Spätere Untersuchungen des Wracks kamen zu der Feststellung, dass gefälschte, nicht zugelassene Ersatzteile mit zu schwach bemessenen Festigkeitsgrenzen zu dem Absturz führten (siehe Partnair-Flug 394).[3]